# Olios debilipes
Olios debilipes là một loài nhện trong họ Sparassidae.
Loài này thuộc chi Olios. Olios debilipes được Cândido Firmino de Mello-Leitão miêu tả năm 1945.